# Philonotis obtusifolia
Philonotis obtusifolia là một loài rêu trong họ Bartramiaceae. Loài này được Mitt. Paris mô tả khoa học đầu tiên năm 1897.